# WET (jeu vidéo)
Pour les articles homonymes, voir WET.
WET est un jeu vidéo d'action à la troisième personne, développé par Artificial Mind & Movement et édité par Bethesda Softworks, sorti en 2009 sur PlayStation 3 et Xbox 360.

## Synopsis
Quand Rubi Malone, une tueuse à gages, accepte de régler le problème d'un homme fortuné en trouvant et en ramenant son fils entêté, elle pense que le travail va être facile. Elle a tort. Le travail s'avère plus compliqué que prévu et l'homme qui l'a embauchée n'est pas celui qu'il semble être. En fuite et à la recherche de l'homme qui l'a trahie, Rubi laisse un grand nombre de morts dans son sillage.

## Système de jeu
WET est un jeu vidéo d'action qui combine tir et combat à l'épée avec des acrobaties. L'héroïne, Rubi, porte deux revolvers et une épée, et peut tirer tout en sautant, en glissant sur les genoux ou en courant sur les murs. En faisant ces actions, un ralenti se déclenche et pendant que le joueur vise un ennemi, un second est automatiquement ciblé, permettant ainsi à Rubi de tirer sur deux ennemis à la fois. Elle peut également combiner les techniques, par exemple en utilisant une technique de « course sur les murs » sur un ennemi, ou en faisant un « uppercut » à l'épée tout en glissant. Enchaîner les meurtres et collecter les icônes de multiplicateurs permet d'obtenir des multiplicateurs affectant le score et le taux de régénération de la santé de Rubi.
Durant certaines séquences du jeu, le visage de l'héroïne est couvert de sang et celle-ci entre alors dans une rage meurtrière. Ces séquences sont représentées par des aplats de rouge, noir et blanc, et les attaques de Rubi sont alors plus rapides et plus puissantes, lui permettant d'affronter des troupes nombreuses d'ennemis.
Le jeu présente également un troisième type de sections, motorisées et sous forme de Quick Time Events.

## Développement
Le 29 juillet 2008, Activision Blizzard annonce l'annulation de Wet ainsi que de nombreux autres jeux en développement, rendant leur sortie incertaine. Cependant, selon Artificial Mind & Movement, le projet n'est pas purement et simplement abandonné, le développement étant bien trop avancé. Lors du Sommet international du jeu de Montréal de 2008, le directeur technique artistique David Lightbown annonce la sortie de WET pour 2009,.
Le 24 avril 2009, Famitsu et Amazon indiquent que WET est désormais édité par Bethesda Softworks,. Le 27 avril 2009 Bethesda Softworks confirme cette information. La bande son inclut des pistes de Gypsy Pistoleros et Knock Galley West ainsi que trois morceaux de The Chop Tops. Le jeu est sorti le 15 septembre 2009 aux États-Unis et le 18 septembre dans la zone EMEA.
Une démo du jeu est sortie sur le PlayStation Network et le Xbox Live le 22 août 2009.

## Casting

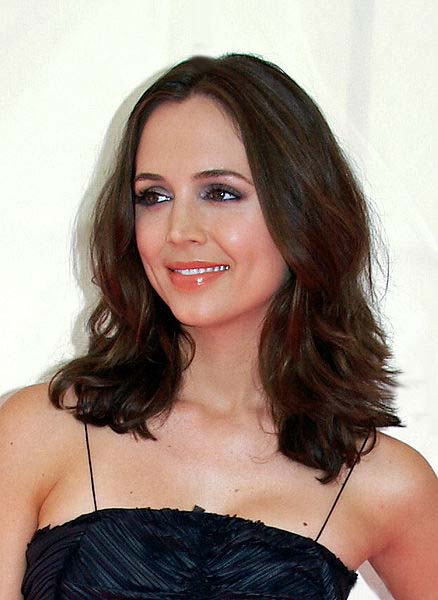
Eliza Dushku.

La version anglaise du jeu inclut les voix suivantes :
- Eliza Dushku : Rubi Malone (voix française par Marjorie Frantz)
- Malcolm McDowell : Rupert Pelham
- Kim Mai Guest : Tarantula
- Parry Shen : Zhi
- Ron Yuan : Ratboy/Dr. Afro
- Alan Cumming : Sorrell/Ze Kollektor
- James Sie : Ming
- William Morgan Sheppard : William Ackers